# Aleksander Safarewicz

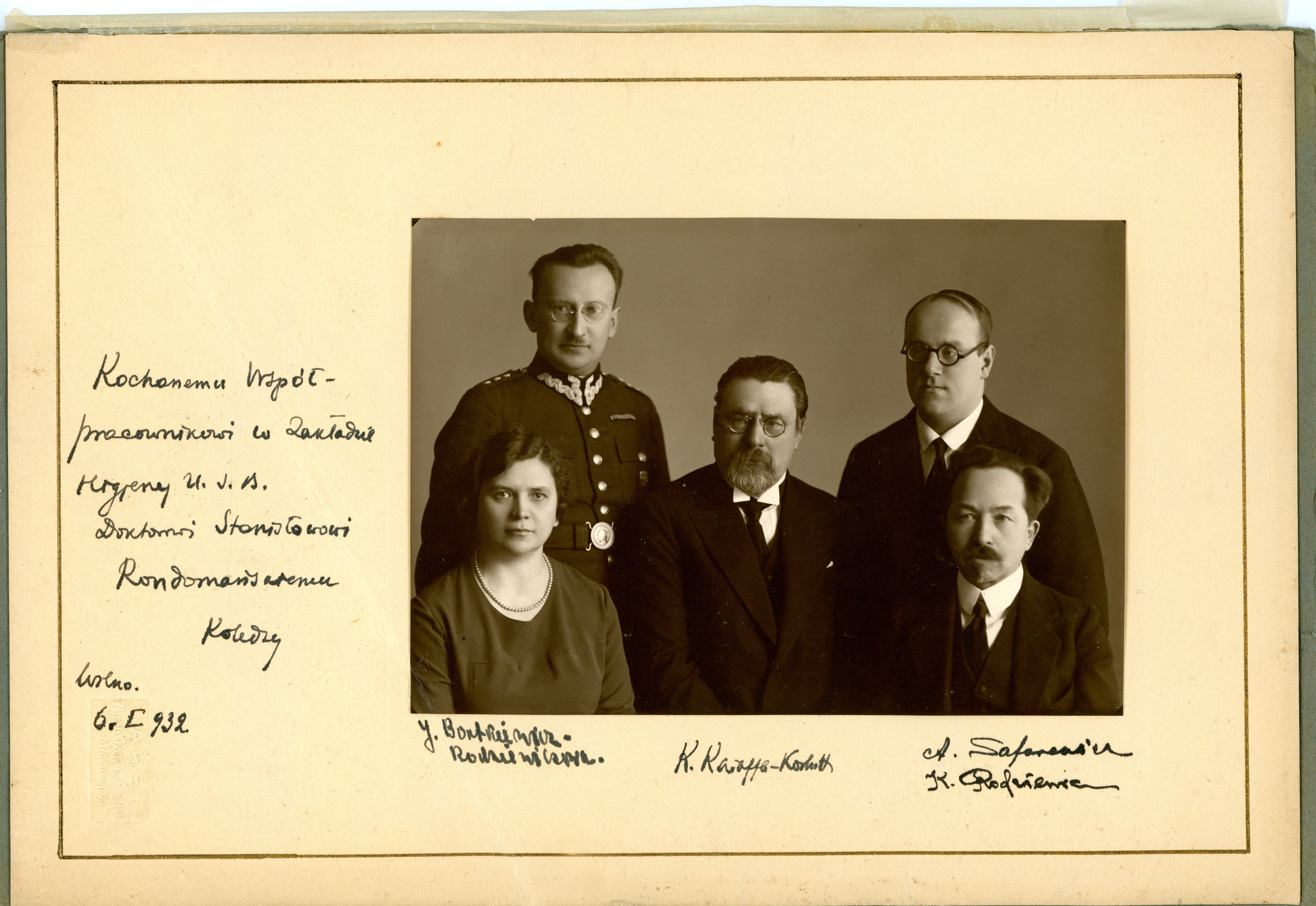
Pracownicy Zakładu Higieny Uniwersytetu Stefana Batorego w Wilnie, 6 stycznia 1932. Od lewej: Janina Bortkiewicz-Rodziewiczowa, Stanisław Rondomański, Władysław Karaffa-Korbutt, Kazimierz Rodziewicz, Aleksander Safarewicz

Aleksander Safarewicz (ur. 23 września 1876 w Łęczycy, zm. 22 września 1936 w Wilnie) – polski lekarz bakteriolog i działacz społeczny.

## Życiorys
Urodzony w Łęczycy, w rodzinie ppłk. Aleksandra Safarewicza i Karoliny z Bartnikowskich, po ojcu miał tatarskie pochodzenie. W 1896 r. ukończył I Gimnazjum w Wilnie, a następnie studiował medycynę na Uniwersytecie Kijowskim.
Studia ukończył w 1903 r. i przez kolejne dwa lata był lekarzem ziemskim w guberni witebskiej. W czasie wojny rosyjsko-japońskiej został powołany do armii rosyjskiej, ale wkrótce został zwolniony z powodu choroby. Jeszcze w 1905 r. przybył do Wilna i podjął pracę w pogotowiu ratunkowym i Stacji Pasteurowskiej (do 1908 r.). Na przełomie 1908 i 1909 r. zatrudniono go w Instytucie Medycyny Doświadczalnej w Petersburgu, a wkrótce potem znalazł pracę w pracowni bakteriologicznej w Warszawie, ale jeszcze w 1909 r. założył w Wilnie własną pracownię chemiczno-bakteriologiczną, którą prowadził do wybuchu I wojny światowej.
Udzielał się społecznie, od 1909 r. przez dwie kadencje był członkiem rady miejskiej Wilna. W 1911 r. przystąpił do sekcji lekarskiej Towarzystwa Przyjaciół Nauk w Wilnie i Wileńskiego Towarzystwa Lekarskiego. Równocześnie należał do komitetu nadzorczego Towarzystwa Kredytowego miasta Wilna.
W 1914 r. powołany do armii rosyjskiej, służył jako starszy ordynator szpitala polowego w różnych jednostkach. W połowie 1918 r. wrócił do Wilna i wznowił działalność swojej pracowni. 5 stycznia 1919 r. został aresztowany przez wkraczających do miasta sowietów pod zarzutem organizowania samoobrony miasta, ale został zwolniony dzięki interwencji przyjaciół. W 1920 r. prowadził początkowo pracownię bakteriologiczną w szpitalu zakaźnym na Zwierzyńcu., ale w lipcu wyjechał do Warszawy i wstąpił do Wojska Polskiego (w stopniu majora), gdzie otrzymał przydział do pracowni bakteriologicznej szpitala w Modlinie. W 1921 r. został przeniesiony do na analogiczne stanowisko w strukturach szpitala wojskowego w Wilnie.
W latach 1921–1923 był pracownikiem w Zakładzie Chemii Lekarskiej Uniwersytetu Stefana Batorego w Wilnie, po czym przeniósł się do Zakładu Higieny. W 1924 r. uzyskał stopień doktora medycyny, a w sierpniu 1926 r. habilitował się. W 1928 r. został adiunktem w Zakładzie Higieny, a w marcu 1931 r. profesorem tytularnym. Prowadził badania w zakresie badania tkanin ubraniowych pod względem ich właściwości higienicznych, ochrony środowiska, metod oczyszczania ścieków, czystości powietrza, wody pitnej i produktów żywnościowych. Równocześnie kierownikiem Wydziałem Zdrowia i Opieki Społecznej urzędu miejskiego.
Redagował lub współredagował czasopisma Archiwum Higieny i Zdrowotność Publiczna, Pamiętnik Wileńskiego Towarzystwa Lekarskiego. Był współzałożycielem i pierwszym prezesem wileńskiego oddziału Polskiego Towarzystwa Higienicznego, a w latach 1927–1930 był sekretarzem i członkiem rady Wileńsko-Nowogródzkiej Izby Lekarskiej, a następnie do 1933 r. delegatem do Naczelnej Izby Lekarskiej w Warszawie. W grudniu 1934 r. został współpracownikiem Komisji Higieny Doświadczalnej Polskiej Akademii Umiejętności. Udzielał się także w działalności Ligi Obrony Powietrznej i Przeciwgazowej, Powszechnego Zakładu Ubezpieczeń Wzajemnych oraz Kasy Komunalnej w Wilnie.
Zmarł nagle 22 września 1936 r. w Wilnie, pochowany na cmentarzu ewangelickim w tym mieście.
Żonaty z Janiną z Golińskich, para nie miała dzieci i wychowywała osieroconych synów Romualda Safarewicza i Wandy z Golińskich (Edwarda i Jana).

## Ordery i odznaczenia
- Krzyż Oficerski Orderu Odrodzenia Polski (11 listopada 1936)[3]